# ロキタマイシン
ロキタマイシン (INN: rokitamycin) は、16員環マクロライド系抗菌薬の1つである。

## 構造
ロキタマイシンの化学式はC42H69NO15、分子量は827.995である。16員環のラクトンの部分をアグリコンとする配糖体である。16員環の10位から13位にかけては共役した炭素-炭素二重結合が見られる。
ロキタマイシンは、ロイコマイシンA5の糖鎖の末端側の糖のヒドロキシ基の1つに、プロパン酸を人工的に脱水縮合させた化合物であり、これによって、ヒトに経口投与した際に、消化管からの吸収性が改善された。初めてロキタマイシンが合成されたのは、1979年であった。

## 作用機序
ロキタマイシンは、特に嫌気性細菌に対して抗菌活性が高い傾向が見られる。他のマクロライド系抗菌薬と同様に、ロキタマイシンも細菌のリボゾームの50Sサブユニットに作用し、タンパク質の合成を阻害する。最小発育阻止濃度を超えた場合に、静菌的に作用する。この濃度を下回ると、仮にロキタマイシンに耐性が無くとも、細菌は再び増殖を開始する。よって、適切な量を適切な間隔で使用して、ロキタマイシンに耐性を有さない細菌の増殖が抑制されている間に、感染を受けた宿主側の白血球や補体などによって、細菌が攻撃されて排除される必要が有る。

## 用法用量
ロキタマイシンは、標準的には1日当たり600 mgを、3回に分けて経口投与する（1回当たり200 mg）。

## 関連薬物

### キタサマイシン
キタサマイシンは各種ロイコマイシン類の混合物である。具体的には、ロイコマイシンA1、ロイコマイシンA3、ロイコマイシンA4、ロイコマイシンA5、ロイコマイシンA6、ロイコマイシンA7、ロイコマイシンA8、ロイコマイシンA9、ロイコマイシンA13の混合物である。ただ、キタサマイシンの主成分は、ロイコマイシンA5とされる。ジョサマイシンはロイコマイシンA3と同一の物質である。これに対してロキタマイシンは、ロイコマイシンA5の一部を化学修飾した薬物である。ロイコマイシンA5の一部の化学構造を変更して、臨床での使用も行われた抗菌薬としては、他にミオカマイシンが知られる。また、構造的に比較的近い抗菌薬として、Steptomyces mycarofaciensが産生するミデカマイシンが知られる。